# Marc Rzepczynski
Marc Walter Rzepczynski (né le 29 août 1985 à Yorba Linda, Californie, États-Unis) est un lanceur de relève gaucher des Mariners de Seattle de la Ligue majeure de baseball.
Il a fait partie de l'équipe des Cardinals de Saint-Louis championne de la Série mondiale 2011.

## Carrière

### Blue Jays de Toronto
Après des études secondaires à la Servite High School de Anaheim (Californie), Marc Rzepczynski suit des études supérieures à l'Université de Californie à Riverside où il porte les couleurs des Highlanders de 2004 à 2007.
Il est repêché le 7 juin 2007 par les Blue Jays de Toronto au cinquième tour de sélection. Il signe son premier contrat professionnel le 16 juin 2007.
Baseball America le classe en 2009 parmi les meilleurs joueurs d'avenir des Blue Jays et l'un des lanceurs gauchers les plus prometteurs du baseball.
Il débute dans les majeures le 7 juillet 2009 avec Toronto. Il amorce 11 rencontres à sa première année, remportant deux victoires contre quatre défaites et affichant une moyenne de points mérités de 3,67 avec 60 retraits sur des prises en 61 manches et un tiers lancées.
Rzepczynski apparaît dans 14 parties des Blue Jays durant la saison 2010, dont 12 comme lanceur partant. Le gaucher remporte quatre décisions et encaisse quatre défaites.

### Cardinals de Saint-Louis

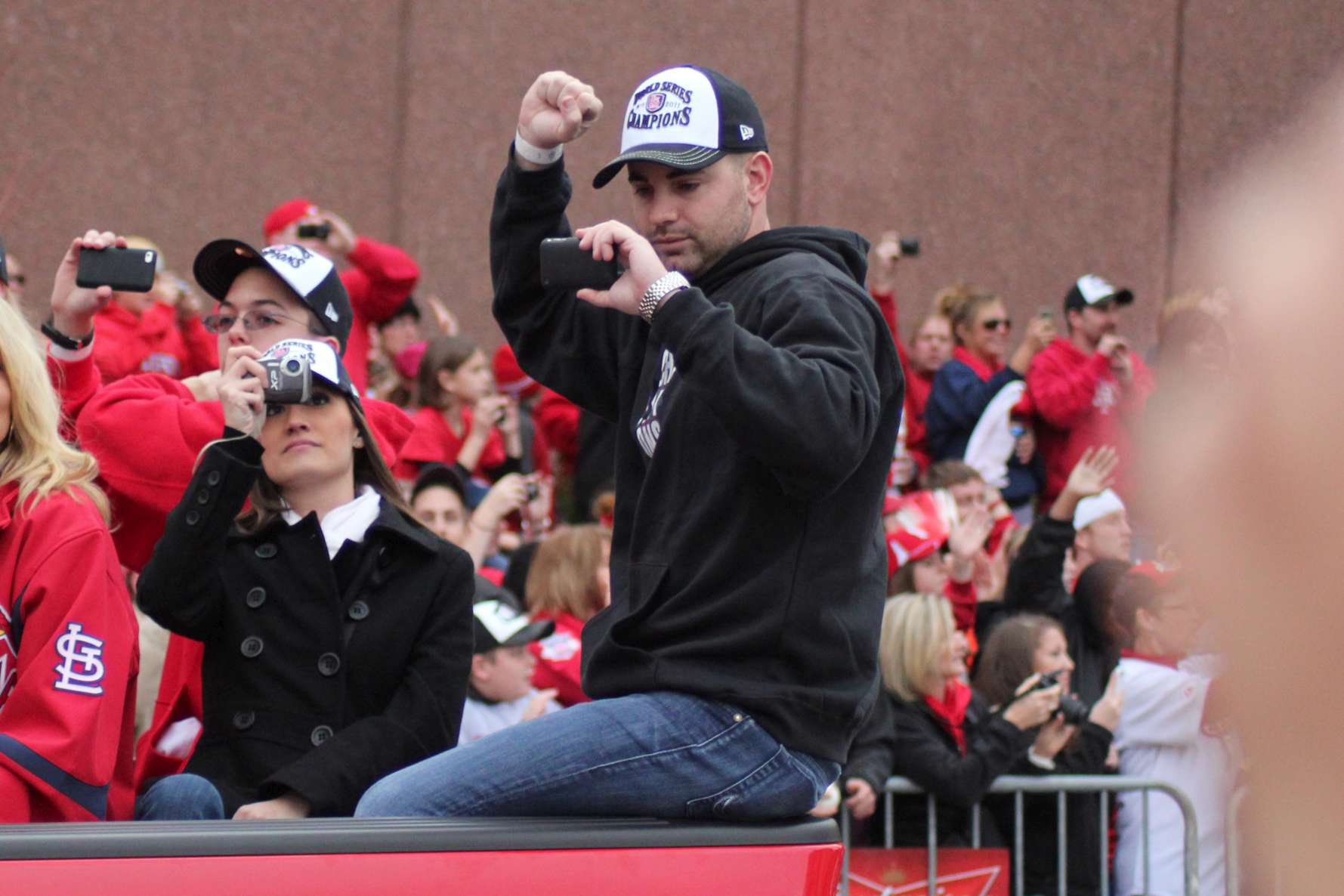
Marc Rzepczynski à Saint-Louis durant le défilé des champions de la Série mondiale 2011.

#### Saison 2011
Le 27 juillet 2011, les Blue Jays échangent aux Cardinals de Saint-Louis les lanceurs Rzepczynski, Edwin Jackson et Octavio Dotel ainsi que le voltigeur Corey Patterson, en retour du voltigeur Colby Rasmus et des lanceurs Trever Miller, Brian Tallet et P. J. Walters.
En séries éliminatoires, il est malmené par les Phillies de Philadelphie en  Série de divisions alors qu'il leur accorde trois points en seulement une manche lancée au total, le tout en trois sorties en relève. Il se reprend cependant en Série de championnat : il est envoyé au monticule à cinq reprises, pour un total de quatre manches et deux tiers lancées. Avec seulement un point alloué aux Brewers de Milwaukee, sa moyenne de points mérités pour la finale de la Ligue nationale n'est que de 1,93 et il est le lanceur gagnant de la sixième et dernière rencontre, dans laquelle les Cards éliminent leurs adversaires et passent en Série mondiale. Rzepczynski blanchit ensuite les Rangers du Texas en quatre sorties en relève dans la Série mondiale 2011 et savoure le titre avec ses coéquipiers des Cardinals.

#### Saison 2012
En 2012, Rzepczynski est utilisé dans 70 parties et lance 46 manches et deux tiers. Sa moyenne s'élève à 4,24 avec une victoire et trois défaites. Il blanchit Atlanta et Washington en éliminatoires avant d'accorder un point en une manche et un tiers lancée contre San Francisco en Série de championnat 2012.

#### Saison 2013
Il éprouve des difficultés en 2013 avec 9 points mérités alloués en 10 manches et un tiers lancées pour les Cards, ce qui lui donne une moyenne de 7,84.

### Indians de Cleveland
Le 30 juillet 2013, Saint-Louis échange Rzepczynski aux Indians de Cleveland contre le joueur de deuxième but Juan Herrera.

### Padres de San Diego
Le 31 juillet 2015, les Indians échangent Rzepczynski aux Padres de San Diego contre le voltigeur Abraham Almonte.

### Athletics d'Oakland
Le 2 décembre 2015, San Diego échange Rzepczynski et le joueur de premier but Yonder Alonso aux Athletics d'Oakland en retour des lanceurs gauchers Drew Pomeranz et José Torres et du voltigeur Jabari Blash.

### Nationals de Washington
Après avoir joué la majeure partie de l'année à Oakland, Rzepczynski complète sa saison 2016 avec les Nationals de Washington, à qui il est échangé 
le 25 août 2016 contre le joueur de champ intérieur des ligues mineures Max Schrock.
Il n'accorde que deux points mérités en 11 manches et deux tiers lancées pour Washington, complétant 2016 avec une moyenne de points mérités de 2,64 en 47 manches et deux tiers au total pour les Athletics et les Nationals.
Il lance aussi en éliminatoires mais est le lanceur perdant du 5e et dernier match de la Série de divisions où les Nationals subissent l'élimination aux mains des Dodgers de Los Angeles. C'est son dernier match pour Washington.

### Mariners de Seattle
Il rejoint en 2017 les Mariners de Seattle.

## Vie personnelle
Marc Rzepczynski est surnommé « Scrabble, » ou « Alphabet Soup » en raison de l'orthographe de son nom de famille.

## Statistiques
| Saison | Équipe  | G  | GS | CG | SHO | V | D | SV | IP    | SO  | ERA  |
| ------ | ------- | -- | -- | -- | --- | - | - | -- | ----- | --- | ---- |
| 2009   | Toronto | 11 | 11 | 0  | 0   | 2 | 4 | 0  | 61.1  | 60  | 3,67 |
| 2010   | Toronto | 14 | 12 | 0  | 0   | 4 | 4 | 0  | 63.2  | 57  | 4,95 |
| Totaux | Totaux  | 25 | 23 | 0  | 0   | 6 | 8 | 0  | 125.0 | 117 | 4,32 |

Note : G = Matches joués ; GS = Matches comme lanceur partant ; CG = Matches complets ; SHO = Blanchissages ; 
V = Victoires ; D = Défaites ; SV = Sauvetages ; IP = Manches lancées ; SO = Retraits sur des prises ; ERA = Moyenne de points mérités.